# Jean François van Iddekinge (1836-1890)
Jhr. Jean François van Iddekinge (Groningen, 21 september 1836 — Bloemfontein, Oranje-Vrijstaat, 13 juni 1890) was een Zuid-Afrikaanse ambtenaar en uitgever van Nederlandse origine.

## Biografie
Van Iddekinge, zoon van jhr. mr. Tobias Jan van Iddekinge (1800-1856) en diens eerste vrouw Angélique Josine Esther Modderman (1801-1845), behoorde tot de Nederlandse familie Van Iddekinge uit Groningen. In 1857 was hij korte tijd student aan de Polytechnische School te Delft, maar hij vertrok al snel naar Oranje-Vrijstaat. Hier was hij achtereenvolgens gouvernementslandmeter (benoemd 7 september 1859), secretaris van de Volksraad, landdrost van Bethulie en Philippolis, lid Volksraad, uitgever van het nieuwsblad De Tijd en drukker te Bloemfontein, registrateur (griffier) van het Hooggerechtshof tot 1876 en daarna hoofd van een agentenkantoor tot zijn overlijden in 1890. Hij was de stichter van de Zuid-Afrikaanse tak van zijn familie, waarvan alle leden behoren tot de Nederlandse adel.
Hij trouwde te Bloemfontein op 12 juni 1859 met Anna Maria van Dijk van Soelen (1841-1934), dochter van Cornelis Arendsz van Dijk van Soelen en Anna Maria Schraad. Uit dit huwelijk kwamen twee zonen en vier dochters voort. Hij had een gelijknamige kleinzoon.